# Jinpyeong di Silla
Jinpyeong (hangeul: 진평, hanja: 眞平; nato Baekjeong; 567? – Silla, 20 gennaio 632) è stato il ventiseiesimo re di Silla, sul quale regnò dal 579 al 632.
Riorganizzò il sistema di governo centrale di Silla, migliorò le relazioni diplomatiche con le dinastie cinesi Sui e Tang, e promosse il buddismo come guida spirituale in tutto il regno.

## Biografia
Re Jinpyeong nacque come Kim Baekjeong (hangeul: 백정, hanja: 白淨) probabilmente nel 567, ma il suo vero anno di nascita è sconosciuto. Suo padre, il principe ereditario Dongryun, era il primo figlio di re Jinheung di Silla, mentre sua madre, Lady Manho, era figlia del galmunwang Kim Ipjong. Secondo il Samguk Sagi, era alto di statura, con un viso importante, grande determinazione e intelligenza pungente. Ascese al trono nel 579 alla morte di re Jinji e sposò Maya, figlia del galmunwang Bokseung, dalla quale ebbe tre figlie: Deokman, che salì al trono dopo di lui; Cheonmyeong, madre di re Muyeol, ventinovesimo sovrano di Silla, e, secondo il Samguk Sagi, Seonhwa, che sposò Mu di Baekje e diventò la madre di Uija di Baekje. L'esistenza di quest'ultima è però controversa a causa della scoperta nel 2009 di una prova che indicherebbe la regina Sataek come madre di Uija.

## Regno
Re Jinpyeong salì al trono dopo suo zio Jinji il 17 luglio 579 quando quest'ultimo fu detronizzato da alcuni nobili che gli si opponevano (in particolare Mishil) durante il quarto anno di regno. Poiché Jinpyeong divenne re a 13 anni, gli affari di stato erano principalmente gestiti da potenti ministri facenti parte del Hwabaek, guidato dal sangdaedeung. Durante il disordine politico, il Hwabaek riorganizzò il governo e l'amministrazione, misure continuate dal re adulto, che sostenne anche la riorganizzazione dello stato da un sistema orientato all'espansione a uno politico-burocratico. Durante quest'era fu abbracciato il buddismo e Jinpyeong inviò attivamente monaci ed emissari in Cina per studiare e aiutare nelle relazioni diplomatiche. Promosse il buddismo a Silla come una religione forte per proteggere la nazione.

### Riforme
Jinpyeong nominò nuove persone competenti negli uffici importanti mentre cominciava il suo governo e le prime riforme. Al funzionario governativo ichan Noribu fu assegnato il titolo di sangdaedeung per occuparsi degli affari di stato e, nel 580, secondo anno del suo regno, il re scelse ichan Hujik per guidare la milizia. Il sovrano fece molto affidamento su queste due figure e fu in grado di consolidare il suo regno sia nelle questioni interne, sia nelle relazioni internazionali. Conferì anche il titolo di galmunwang a due suoi fratelli, rafforzando il potere e il sostegno all'interno della sua corte.
Jinpyeong continuò a ristrutturare e riorganizzare durante il suo regno; nel 581 creò il Wihwabu, un dipartimento amministrativo per gestire i funzionari del governo e il personale, e nel 583 il Seonbuseo, un dipartimento che si occupava della gestione navale. Nel 584 diede un nuovo nome all'era del suo regno, geonbok, e creò i dipartimenti Jobu per le imposte e la manodopera obbligatoria, e il Seungbu per gestire carri e carrozze. Nel 585 furono nominati dei funzionari appositi per gestire i tre palazzi principali e nel 586 creò il dipartimento Yebu, che si sarebbe occupato dei riti e delle cerimonie. Nel 588, ichan Sueulbu diventò sangdaedeung, mentre nel 591 fu creato il Yeonggaekbu, un dipartimento per gestire i diplomatici stranieri.
Il re attuò anche delle riforme nelle contee regionali e nel sistema delle prefetture. Nel 604 fu creato il nuovo distretto Bukhansanju per prepararsi agli attacchi da parte di Goguryeo, e nel 614 seguì Ilseonju per fronteggiare Baekje.
Nel 622, il figlio di re Jinji Kim Yongchun fu nominato primo naeseongsasin, cioè funzionario a capo della gestione dei tre palazzi principali. Le riforme continuarono con la creazione del dipartimento delle guardie di palazzo Siwibu, con il Sangsaseo, che si prendeva cura degli eroi nazionali e delle loro famiglie, e del Daedoseo, che si occupava degli affari legati al buddismo.

### Buddismo e relazioni con la Cina
Re Jinpyeong fu un fervente sostenitore del buddismo e, durante il suo regno, molti monaci viaggiarono fino in Cina come emissari, restandoci per diversi anni, come Jimyeong nel 585, Wongwang nel 589 e Damyuk nel 596.
Delegazioni per la Cina comprendenti monaci buddisti furono inviate in continuazione durante il regno di Jinpyeong e i due paesi rimasero in termini amichevoli. Nel 608, quando Silla fu attaccato da Baekje e Goguryeo, Jinpyeong chiese l'aiuto della dinastia Sui, che accettò e unì le forze con Silla; nel 613 l'imperatore Sui Yangdi mandò degli inviati a Silla che presero parte alle cerimonie buddiste.
Le relazioni diplomatiche con la Cina continuarono anche con la dinastia successiva a Sui, cioè Tang. Nel 621 furono mandati dei doni a Tang e l'imperatore Gao Zu ricambiò con sete e paraventi decorati; l'assistenza di Tang fu chiesta nella guerra contro Goguryeo e Gao Zu inviò dei governatori in entrambi gli stati nemici per ottenere una tregua, anche se breve.

### Conflitti con Baekje e Goguryeo
Nonostante re Jinpyeong si fosse concentrato sul rafforzamento della difesa costruendo forti e fortezze e consolidando la milizia, Silla era in costante conflitto con i suoi vicini, Baekje e Goguryeo. Nel 602 i soldati di Baekje attaccarono la fortezza di Amak, ma furono respinti, mentre nel 603 Goguryeo prese di mira la fortezza presso Bukhansan, ma fu sconfitto quando Jinpyeong si unì di persona alla battaglia. Baekje continuò ad attaccare nel 605, come anche Goguryeo, e Jinpyeong inviò il monaco Wongwang a Sui a chiedere rinforzi nel 608. L'aiuto di Sui arrivò dopo che Silla ebbe perso molti uomini e fortezze, ma l'unione dei due eserciti respinse Goguryeo.
I conflitti con Baekje aumentarono nel 611, quando il suo esercito attaccò la fortezza di Gajam e la rivendicò dopo una brutale battaglia durata cento giorni. Gli attacchi continuarono, colpendo la fortezza di Mosan nel 616, Neuknohyeon nel 623, e le tre fortezze di Sokham, Gijam e Hyeolchaek nel 624. Nel 626 Baekje colpì la fortezza di Jujae, e altre due fortezze furono prese dalle forze nemiche con molti ostaggi nel 627. Nel 628 Silla sconfisse Baekje alla fortezza di Gajam e nel 629 i generali Kim Yongchun, Kim Seohyeon e Kim Yushin conquistarono la fortezza di Nangbi di Goguryeo.

### Tardo regno
Le continue guerre con Baekje e Goguryeo si fecero sentire sul popolo di Silla, che fu colpito da carestia, siccità e inquietudine. Diversi punti di vista politici all'interno della nobiltà al potere erano frequenti; quando Jinpyeong decise che sua figlia, la principessa Deokman, sarebbe stata la sua erede, la scissione peggiorò perché molti nobili si opposero all'idea di avere una regina regnante.
Il dissenso politico raggiunse il culmine a maggio del 631, quando ichan Chilsuk e achan Seokpum pianificarono una rivolta, che fu però scoperta in anticipo portando all'esecuzione dei due: Chilsuk fu decapitato in pubblico e tutti i suoi parenti uccisi, mentre Seokpum fu catturato e giustiziato dai soldati mentre tentava la fuga. Con la ribellione sedata, il potere fu lasciato principalmente in mano ai sostenitori del re, dei quali il principale era Kim Yushin, comandante a capo dell'esercito dal 629, e fu in questa atmosfera politica che la principessa Deokman salì al trono.
Re Jinpyeong morì a gennaio del 632, durante il cinquantaquattresimo anno del suo regno. La sua tomba a Bomun-dong, Gyeongju, è stato designata punto di riferimento storico da parte del governo coreano nel 1969.

## Leggende
Ci sono due leggende che ruotano attorno alla figura di re Jinpyeong. La prima, narrata nel Samguk Yusa, racconta di una cintura di giada da parte dell'Imperatore di Giada che fu data in dono al sovrano nel 579, quando ascese al trono, da alcuni angeli scesi nei giardini del palazzo. Jinpyeong la indossò sempre nei rituali e nelle cerimonie per il cielo. Insieme alla pagoda delle nove storie e alla statua di Buddha al tempio Hwangnyong, la cintura è considerata uno dei tre grandi tesori di Silla. Dopo la caduta del regno, Gyeongsun di Silla la diede a Taejo di Goryeo.
La seconda leggenda riguarda il "fuoco di Mojiak": nel Samguk Sagi viene descritto un "fuoco che bruciò sotto la terra di Mojiak per nove mesi durante il regno di re Jinpyeong, nel 609". Si suppone che Mojiak sia l'attuale regione di Yeongil, Gyeongsang Settentrionale, dove viene estratta la lignite. Questa storia, infatti, è la prima registrazione che attesta l'uso del carbone in Corea.

## Famiglia
- Padre: Principe ereditario Dongryun, figlio di re Jinheung
- Madre: Lady Manho della famiglia Kim
- Fratelli:

1. Galmunwang Baekban
2. Galmunwang Gukban
  1. Nipote: Principessa Seungman, poi regina Jindeok

- Consorti e rispettiva prole:

1. Regina Maya della famiglia Kim, figlia del galmunwang Bokseung e della principessa Songhwa, a sua volta figlia della Regina Vedova Jiso e di Park Yeongsi.
  1. Principessa Deokman, salita al trono come regina Seondeok nel 632.
  2. Principessa Cheonmyeong, conosciuta postuma come Regina Vedova Munjeong, madre di Muyeol di Silla.
  3. Principessa Seonhwa, secondo il Samguk Yusa, fu la moglie di re Mu di Baekje e madre di re Uija. Altre teorie basate sul Samguk Sagi suggeriscono che fu la moglie, invece, di re Dongseong di Baekje, mentre altre ancora affermano che non era neanche una principessa, ma la figlia di un nobile.
2. Lady Seungman della famiglia Son

## Rappresentazioni nei media
A Jinpyeong hanno dato il volto i seguenti attori:
- Park Woong nel serial del 1992 Samgukgi (삼국기)
- Choi Dong-joon nel serial del 2005-2006 Seodong-yo (서동요)
- Cha Doo-ok nel serial del 2006 Yeon Gaesomun (연개소문)
- Jo Min-ki nel serial del 2009 Seondeok yeo-wang (선덕여왕)
- Kim Ha-kyun nel serial del 2012 Dae-wang-ui kkum (대왕의 꿈)

Il re è anche protagonista del manhwa Cheon Gwan-nyeo (2008) di Jo Mi-hyeon.